# Muehlenbeckia sagittifolia
Muehlenbeckia sagittifolia är en slideväxtart som först beskrevs av Casimiro Gómez de Ortega, och fick sitt nu gällande namn av Meissner. Muehlenbeckia sagittifolia ingår i släktet sliderankor, och familjen slideväxter. Inga underarter finns listade i Catalogue of Life.